# 体育教室
体育教室（たいいくきょうしつ）は、NHK教育テレビで1959年1月から1961年3月まで放送されたテレビ番組である。

## 概要
青少年が最も親しみやすいスポーツを通じて、青少年の健全な心身の発達に役立つよう解説指導する番組である。1種目のスポーツを「起源と歴史的発展」、「ルールの説明」、「実技指導」、「外国の事情」、「学校訪問」、「スポーツ医学」などのテーマで5週以上に渡って紹介した。

## 放送時間
- 木曜日 19:00 - 19:30

## 関連番組
- 体育講座
- スポーツ・グラフ
- テレビスポーツ教室